# Erebia subtusrufofasciata
Erebia subtusrufofasciata är en fjärilsart som beskrevs av Müller 1928. Erebia subtusrufofasciata ingår i släktet Erebia och familjen praktfjärilar. Inga underarter finns listade i Catalogue of Life.